# Ternstroemia sphondylophora
Ternstroemia sphondylophora är en tvåhjärtbladig växtart som beskrevs av Clarence Emmeren Kobuski. Ternstroemia sphondylophora ingår i släktet Ternstroemia och familjen Pentaphylacaceae. Inga underarter finns listade i Catalogue of Life.